# Wilhelm Gaede
Friedrich Wilhelm Gaede (* 17. Januar 1875 in Schwerin; † 6. August 1944 in Berlin) war ein deutscher Verwaltungsjurist.

## Leben
Wilhelm Gaede, Sohn eines Hauptmanns und späteren Stettiner Stadtrats, studierte nach dem Besuch des Stettiner Marienstiftsgymnasiums Rechtswissenschaft an der Universität Leipzig, der Ruprecht-Karls-Universität Heidelberg und der Königlichen Universität zu Greifswald. 1894 wurde er Mitglied der Burschenschaft Frankonia Heidelberg. 1896 wurde er in Greifswald zum Dr. iur. promoviert. Nach dem ersten Staatsexamen und dem Referendariat diente er als Einjährig-Freiwilliger beim Ulanen-Regiment „Hennigs von Treffenfeld“ (Altmärkisches) Nr. 16, nach dessen Dienstzeit er 1898 Leutnant der Reserve wurde, trat er in den preußischen Verwaltungsdienst. 1903 wurde er als Regierungsassessor als Vertretung des Landrats im Kreis Rinteln und im Kreis Hameln eingesetzt. 1904 war er als Hilfsarbeiter im Landratsamt und bei der Polizeidirektion in Saarbrücken tätig. 1905 ins Preußische Innenministerium beordert, wurde er 1906 Regierungsassessor beim Oberpräsidium in Königsberg. Er wurde ernanntes Mitglied des Provinzialrates der Provinz Ostpreußen. 1907 wurde er kommissarischer, 1908 ernannter Landrat von Stallupönen. 1915 wurde er Regierungsrat beim Oberpräsidium der Rheinprovinz in Koblenz und 1921 zum Oberregierungsrat befördert. Als dieser war er als Stellvertreter des Vorsitzenden des Provinzialrates der Rheinprovinz und als Vertreter des Oberpräsidenten in bestimmten Angelegenheiten eingesetzt, um Separatismusbestrebungen im Rheinland entgegenzuwirken. 1924 war er dem Oberpräsidenten der Provinz Brandenburg als Oberregierungsrat an die Seite gestellt und wurde 1925 nebenbei Beauftragter des Oberpräsidiums Brandenburg für ärztliche Ehrengerichtsverfahren. Ab 1926 war er bei der Ärztekammer für die Provinz Brandenburg, die Grenzmark Posen-Westpreußen und die Stadt Berlin im Ärztlichen Ehrengericht der Ärztekammer tätig. 1933 wurde er Dezernent des Brandenburger Oberpräsidenten und Syndikus beim SA-Hochschulamt. 1934 war er beim Außeninstitut der Technischen Hochschule Berlin tätig, 1936 verantwortlich für das Referat 1 im Brandenburger Oberpräsidium. 1937 ging er in den Ruhestand.

## Ehrungen
- Eisernes Kreuz am weißen Bande (1914)